# Micropsalis germaini
Micropsalis germaini is een keversoort uit de familie boktorren (Cerambycidae). De wetenschappelijke naam van de soort is voor het eerst geldig gepubliceerd in 1864 door Fairmaire in Jacquelin du Val.